# Ocupação do Japão
A Ocupação do Japão pelas Forças Aliadas foi um período da história do Japão que compreendeu o final da Segunda Guerra Mundial, em 14 de agosto de 1945, até o fim da ocupação pelos Aliados em 28 de abril de 1952.
O Japão rendeu-se aos Aliados em 14 de agosto de 1945, quando o governo japonês notificou-os de que havia aceitado os termos da Declaração de Potsdam. No dia seguinte, o Imperador Hirohito anunciou a rendição incondicional do Japão pelo rádio. O anúncio foi o primeiro jamais feito pelo imperador por rádio, e a primeira vez que a maioria dos cidadãos japoneses ouviu a voz de seu soberano. Esta data é conhecida como Vitória sobre o Japão, ou Dia V-J, e marcou o fim da Segunda Guerra e o início de um longo processo de recuperação para o combalido Japão.
A ocupação foi encabeçada pelos Estados Unidos, com a contribuição de Austrália, Índia, Nova Zelândia e Reino Unido. Com esta presença estrangeira, pela primeira vez em sua história o Japão se viu ocupado por um poder externo.
O Tratado de Paz de São Francisco, assinado a 8 de setembro de 1951, marcou o fim da ocupação pelos Aliados, e após sua ratificação em 28 de abril de 1952, o Japão voltou a ser um Estado independente.

## Galeria de imagens

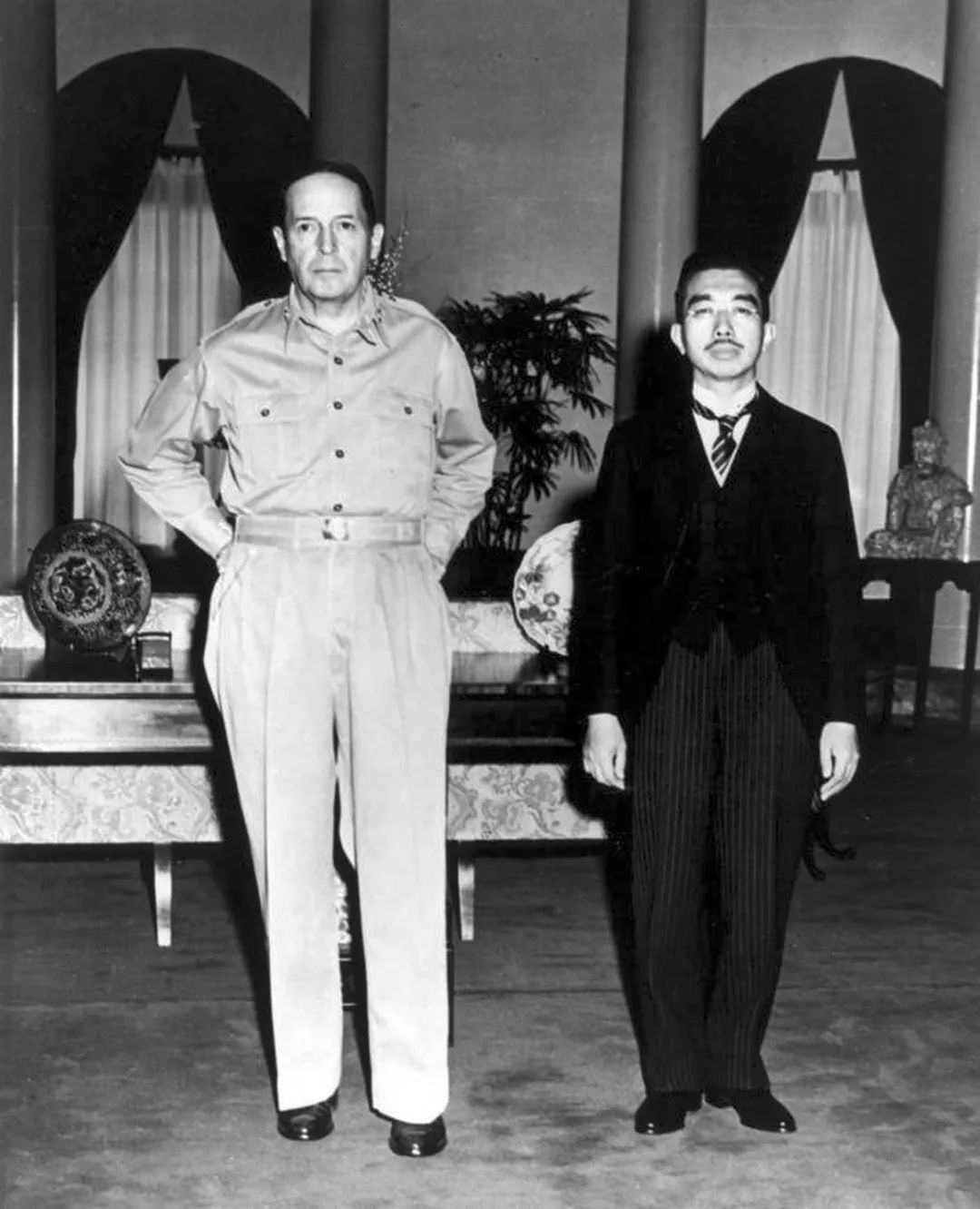
Douglas MacArthur e Imperador Hirohito.
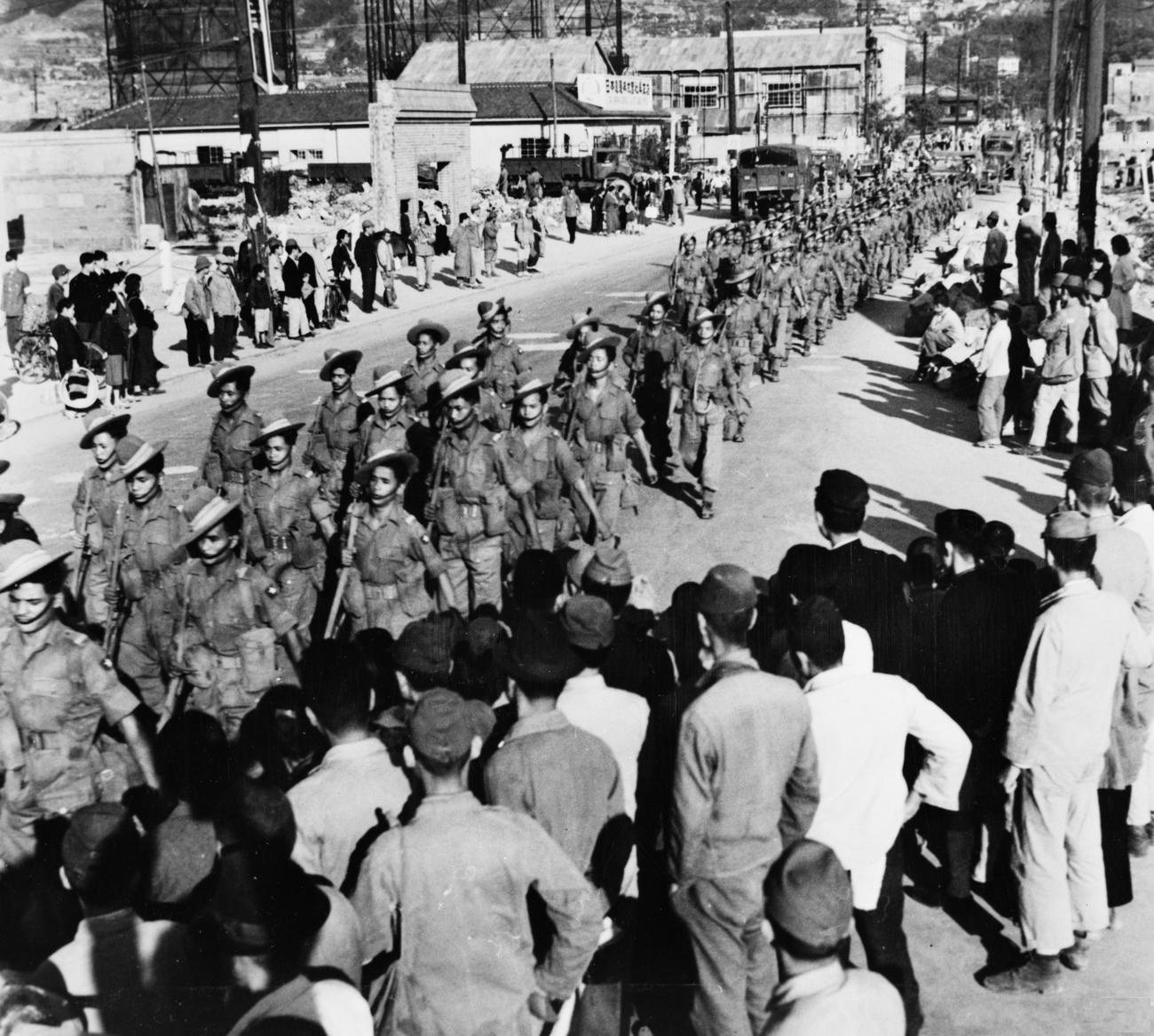
O 2º Batalhão marchando por Kure (maio de 1946).
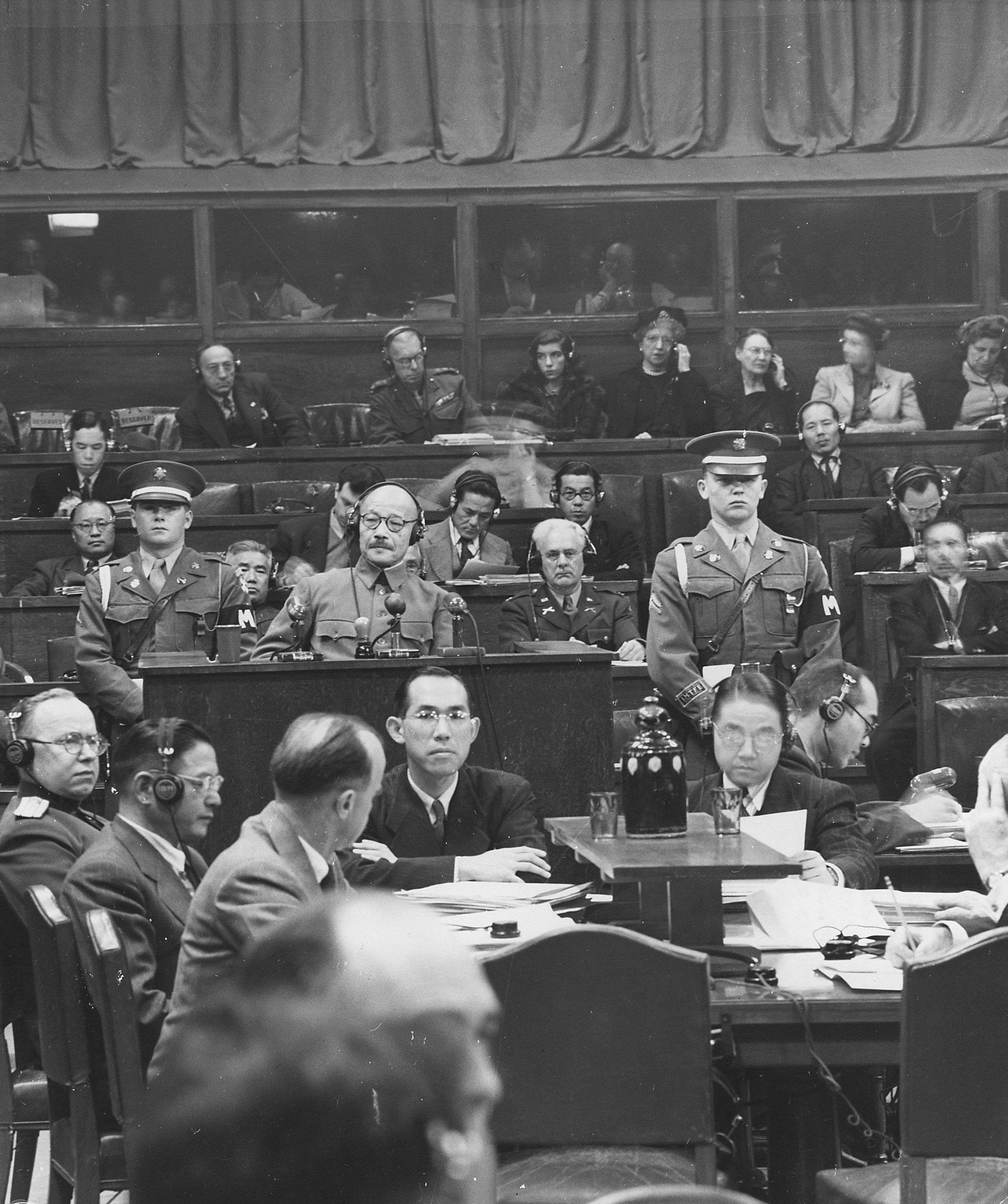
O julgamento do Tribunal Militar Internacional para o Extremo Oriente, onde se pode ver Hideki Tōjō, o principal líder militar japonês do começo da guerra.